# Lány u Dašic
Lány u Dašic é uma comuna checa localizada na região de Pardubice, distrito de Pardubice.